# Martina Zubčić
Martina Zubčić (* 3. Juni 1989 in Zagreb) ist eine kroatische Taekwondoin.
Sie holte Bronze bei den Olympischen Sommerspielen 2008 in Peking. Neben der kroatischen Nationalmannschaft kämpft und trainiert sie beim Taekwondo Club TK Dubrava aus Zagreb. Bei Europameisterschaften gewann sie 2005 in Riga Gold. Im Jahr darauf sicherte sie sich in Bonn Bronze, 2008 in Rom Silber und 2016 in Montreux nochmals Bronze.